# Victoire (allégorie)
Pour les articles homonymes, voir Victoire et Victoria.
 (avril 2021).
Si vous disposez d'ouvrages ou d'articles de référence ou si vous connaissez des sites web de qualité traitant du thème abordé ici, merci de compléter l'article en donnant les références utiles à sa vérifiabilité et en les liant à la section « Notes et références ».
L’allégorie de la Victoire (en latin Victoria) est l’équivalent romain de la Nikê grecque et personnifie la victoire.
Elle est le plus souvent représentée par une déesse ailée, vêtue d’une longue robe romaine et nu-tête, portant des signes de pouvoir et de gloire capables de guider les héros pendant leurs exploits. Elle tend généralement une couronne de laurier, emblème de victoire qu’elle est censée offrir au vainqueur. Elle peut aussi tenir une palme, insigne du gagnant dans les compétitions sportives et les jeux du cirque. On la représente aussi élevant des trophées, ou gravant sur un bouclier les exploits des guerriers.
Les Romains en firent des statues pour décorer leurs monuments et commémorer leurs victoires, et aussi des statuettes. Ce style de figuration de la Victoire fut repris par des sculpteurs ou des peintres à partir du XVIe siècle, à l’imitation du modèle antique.

## Le culte de la Victoire dans la République romaine

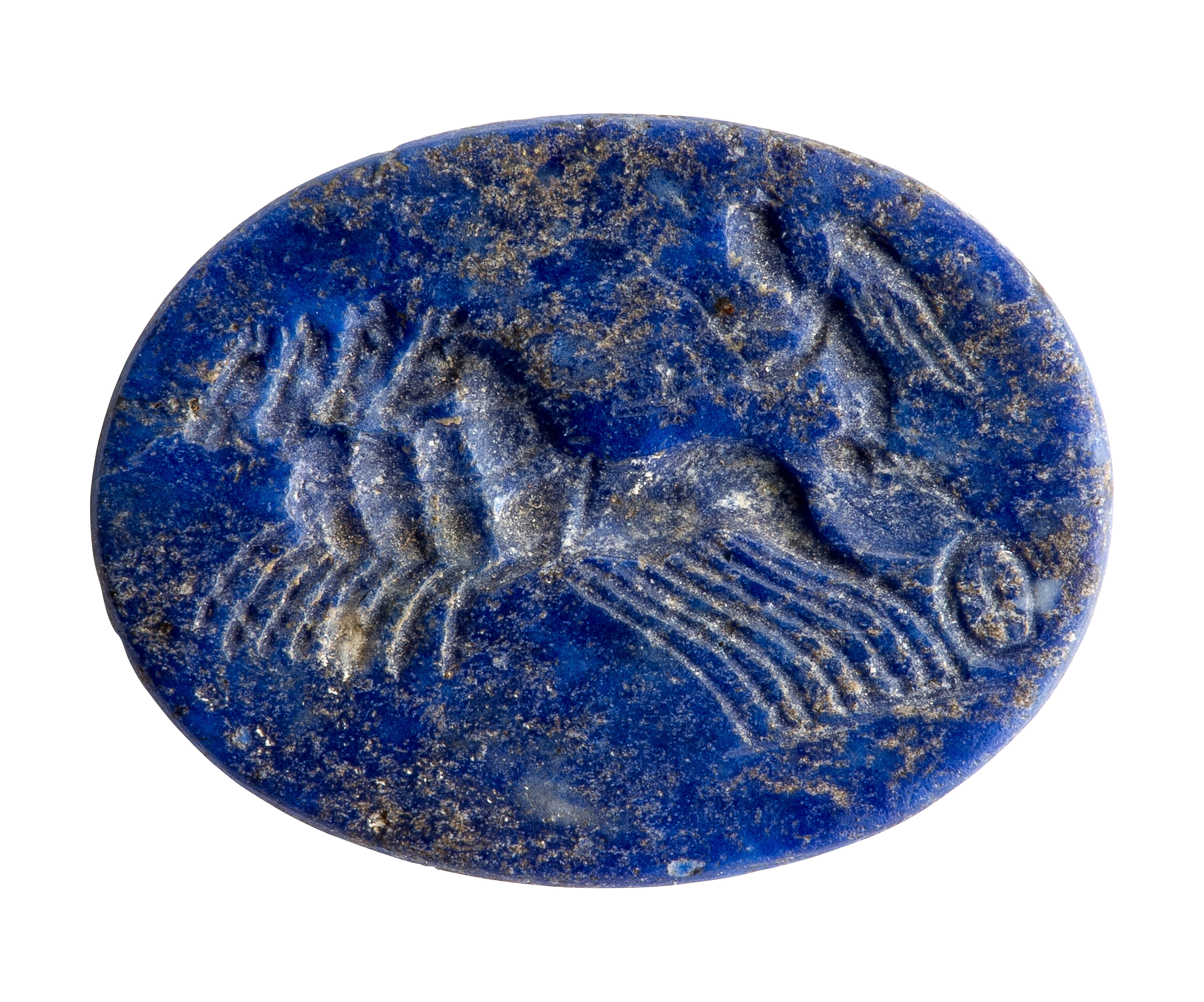
Intaille en lapis-lazuli représentant Victoire, 100 – 200 A.D., trouvé à Tongres (Belgique), musée gallo-romain de Tongres.

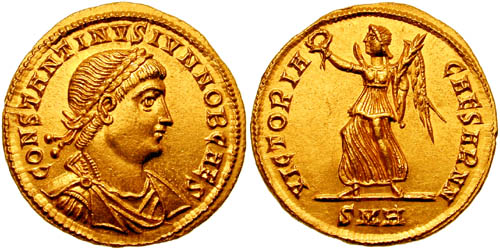
Solidus de Constantin II, frappé à Héraclée entre 326 et 330.

Le culte de la Victoire à Rome remonte aux religions italiques : 
- la Vacuna des Sabins, encore populaire au début de l'Empire, interprétée par les Romains tantôt comme une déesse mère et protectrice des champs (Cérès), tantôt comme une divinité chasseresse et protectrice des bois (Diane), tantôt comme une déesse guerrière (Minerve, Bellone), était considérée comme une Victoire indigène, protectrice d'un sol et d'un peuple. Dès la fin de la République, le plus grand théologien de l'époque de César, Varron, identifie Vacuna à Victoria ; des autels de Vacuna portent comme motifs d'ornementation la palme et la couronne, attributs ordinaires de Victoria ; enfin Denys d'Halicarnasse, sans nommer Vacuna, déclare que la Victoire était fort honorée en Sabine et cite comme l'un des principaux sanctuaires de la déesse une île du lac sacré de Cotiliae ;

- la Vica Pota des Latins, qui possédait encore un temple dans la Rome impériale, passait de même pour être une Victoire : Aedes Vicae Potae, dans Tite Live, aedes Victoriae, chez un grammairien du temps de Néron, désignent le même temple, situé au pied de la Velia. Selon la tendance de la religion romaine à qualifier la divinité par chacun de ses actes, Vica Pota aurait signifié à la fois la victoire et la puissance qui résulte de la victoire (vincere-potiri) ; telle est du moins l'étymologie que Cicéron donne de ce vocable ;

- une autre antique déesse du Latium, Vitula ou Vitellia, aurait symbolisé les réjouissances qui suivent la victoire (vitulari).

Theodor Mommsen considère que la Victoria des Romains vient de la fusion de ces divinités italiques. Les Romains eux-mêmes considéraient Victoria comme une des plus anciennes divinités de leur religion nationale. Une légende montre Romulus, après la défaite des Camériens, faisant placer dans le temple de Vulcain un quadrige de bronze et sa propre statue, que couronne la Victoire. D'après une tradition que rapporte Denys d'Halicarnasse, Évandre avait lui-même consacré un autel à Victoria sur le Palatin ; on y offrait encore chaque année, au temps de Denys, le sacrifice institué par ce roi fabuleux.  
C'est seulement en 294 av. J.-C. qu'apparaît pour la première fois dans l'histoire un culte officiel de Victoria. Cette année-là, le consul L. Postumius Megellus, avant de quitter Rome pour aller combattre les Samnites, dédia un temple à la déesse. Il en avait fait entreprendre la construction pendant l'année de son édilité curule, avec le produit des amendes. Tite Live, qui n'indique pas à quelle occasion ce temple fut fondé, n'en précise pas non plus l'emplacement, mais il s'agit sans doute de l’aedes Victoriae in Palatio, où fut provisoirement déposée, en 204 av. J.-C., la pierre noire de la Mère des Dieux Idéenne et qui donna son nom au Clivus Victoriae. Dès cette époque, l’influence de la Nikê hellénique est très vraisemblable : déjà s'élevait au Forum une statue de la Victoire, comme on en voyait dans les villes grecques (parmi les prodiges survenus avant la bataille de Sentinum en 295 av. J.-C., on signale qu'elle tomba de son piédestal). D'autre part certaines monnaies, dites romano-campaniennes, qui portent au revers une Victoire ailée, avec l'inscription « ROMANO », datent de la période comprise entre les années 342 et 286 av. J.-C. : elles ont été frappées par les généraux de Rome qui dirigeaient la guerre contre les Samnites. 
Vers le milieu du Modèle:-s-III, l'influence grecque devient encore plus manifeste. La Victoire couronnant un trophée donne son nom à une éphémère catégorie de monnaies romaines d'argent imitées de la drachme, le victoriat, dont elle orne le revers. En 217 av. J.-C., après la bataille de Trasimène et en signe d'heureux présage, le roi de Syracuse Hiéron II envoyait à Rome une Victoire d'or, du poids de 220 livres : le Sénat la fit dédier sur le Capitole dans le temple de Jupiter Optimus Maximus. Une statue de la Victoire surmontait le fronton du temple de la Concorde, dédié en 216 av. J.-C. ; d'autres Victoires étaient disposées en antéfixes. En 195 av. J.-C., le consul Caton l'Ancien, sans doute pendant son expédition d'Espagne, fit vœu d'élever une chapelle à la Victoire Vierge : il dédia l'édicule deux ans après, sur le Palatin, dans le voisinage même du temple de la Victoire. Aussi bien les deux cultes palatins de Victoria et de Victoria Virgo furent-ils naturellement associés : on célébrait le même jour, qui était le 1er août, les deux anniversaires de leur fondation. Le petit-fils et l'arrière-petit-fils de Caton l'Ancien eurent à cœur de rappeler sur leurs monnaies ce pieux souvenir : ils y ont fait figurer, associée à la figure de Rome, une Victoire assise tenant une palme et tendant une patère. 
Au dernier siècle de la République, les relations de Rome avec l'Orient grec ont exercé sur le culte de Victoria une influence décisive. Déjà en 197 av. J.-C., le conquérant de la Macédoine, T. Quinctius Flamininus, avait fait frapper un statère d'or à son effigie et à celle de la Victoire stéphanéphore, imité d'un type monétaire d'Alexandre et des rois macédoniens, dont il se prétendait le successeur. Adoptant une tradition des rois d'Orient qu'ils ont vaincus, Sylla et Pompée se font représenter couronnés par la Victoire. Metellus, revêtu de la robe triomphale, se fait couronner par des Victoires que meuvent des machines. Quand César érige au Capitole une statue de Marius, il l'entoure de Victoires portant des trophées, comme on avait fait pour Sylla, de même que l'Asie hellénistique associait les images des rois vainqueurs et de Nikè tropéophore. En 46 av. J.-C., pendant une procession précédant des jeux, on promène côte à côte la statue de la Victoire et celle du futur dictateur. Rome et l'Italie suivaient l'exemple des villes d'Asie, qui dressaient les statues des imperatores romains dans leurs temples de Nikê. 
Les jeux en l’honneur de la Victoire sont fondés à Rome à l’instar des Nikaia et des Nikephoria :
- les Ludi Victoriae Sullanae : Sylla les institue en 82 av. J.-C. pour commémorer sa victoire de la Porte Colline. Inaugurés dès l'année suivante par le préteur Sextius Nonius, neveu du dictateur, et célébrés encore avec éclat sous Auguste, ils duraient sept jours, du 26 octobre au 1er novembre. Ils n'existaient plus au IVe siècle, et sans doute depuis longtemps.

- les Ludi Victoriae Caesaris : en 46 av. J.-C., César crée de nouveaux Jeux de la Victoire. Il les avait promis à Venus Genetrix avant la bataille de Pharsale. Confiés d'abord aux soins d'un collège gentilice, pris ensuite à charge par l'État et célébrés par les consuls eux-mêmes, ces Jeux duraient onze jours, du 20 au 30 juillet ; ils ne survécurent guère, ce semble, à la dynastie julio-claudienne.

Les dénominations de Victoria Sullana, Victoria Caesaris, n'étaient pas seulement destinées à établir des distinctions nécessaires ; elles correspondent à une idée religieuse que les Romains empruntèrent également aux traditions des royaumes hellénistiques A la personnalité de l'imperator, comme à celle du roi désormais allié ou ennemi de Rome, reste attachée une Victoire qui lui est propre et qui représente sa puissance victorieuse. Il y a donc les Victoires personnelles de Sylla, de Marius, de Pompée, de Jules César, de Cassius, d'Octave, comme il y avait celles d'un Antiochus, d'un Mithridate ou du roi des Parthes. Elles manifestent la présence de leur divinité par l'heureux succès des batailles et au besoin par des prodiges, dont la fréquence même atteste l'importance nouvelle que prend le culte de Victoria. Chacune d'elles est plus spécialement symbolisée par une petite Victoire en or (Victoriola aurea), qui accompagne le général aux armées et qu'il fait porter auprès de lui par un soldat dans toutes les pompes et cérémonies. Cette Victoire fétiche reproduit le type des figurines d'or qui sont posées sur la main des divinités nicéphores. « Si les dieux nous tendent ainsi la Victoire, c'est pour nous l'offrir », disait plaisamment Denys de Syracuse, et il s'emparait des statuettes. À vrai dire, chaque fois qu'il s'appropriait la Victoire tenue par un dieu, il croyait augmenter sa force de vaincre. Quant aux rois d'Asie, qui s'intitulent « Dieu Nicéphore Épiphane », Nikê est un de leurs attributs divins. Les généraux de la République, même lorsqu'ils acceptent des temples en Orient, ne peuvent être considérés que comme des favoris des dieux. Sylla prétend être sous la protection spéciale de Jupiter, de Bellone et de Vénus, divinités qui détiennent et donnent la victoire. Jules César identifie sa propre Victoire à celle de Vénus, divine ancêtre de la gens Julia ; sur ses monnaies, la Victoire reste entre les mains de Vénus Victrix. Mais déjà les monnaies d'Auguste montrent le prince, assis sur la chaise curule, avec le geste et l'attribut d'un dieu nicéphore. Un relief sans doute célèbre, que reproduit un vase d'argent du trésor de Boscoreale, sert de transition : Auguste y reçoit des mains de Vénus, accompagnée de la déesse Rome et du Génie du Peuple Romain, l'hommage d'une statuette de la Victoire.

## Le culte de la Victoire dans l’Empire romain

### La victoire, déesse tutélaire de l’Empire
Ainsi s'étaient préparées, sous la République, les brillantes destinées d'un culte qui devait être particulièrement cher à l'Empire. Malgré la part importante de l'influence hellénistique dans l'évolution de ce culte, les conditions mêmes dans lesquelles il se développe lui conservent un caractère éminemment romain. Ce qui avait fait l'originalité de la Nikê grecque, c'était d'être divinité guerrière et divinité pacifique. En Grèce, les prix remportés aux grands jeux, dans les courses, dans les luttes, dans les concours, n'étaient pas moins glorieux que les récompenses attribuées à la valeur militaire. À Rome, où les citoyens ne sont que spectateurs et où prédominent de plus en plus les jeux du cirque, les fonctions agonistiques de la déesse ont perdu leur principal intérêt. Elles auraient perdu toute signification nationale, si elles ne relevaient indirectement de ses attributions guerrières. Victoria participait à la pompa circensis ; elle y occupait même le premier rang, du moins au temps d'Auguste ; mais la pompa circensis renouvelle la pompe du triomphe, qui primitivement coïncidait avec le début des jeux votifs. Victoria préside aux jeux, et son image, dressée sur de hautes colonnes, orne la spina des cirques ; mais la plupart des jeux sont liés à l'histoire guerrière de Rome, et beaucoup ont pour origine la commémoration de victoires. La Dea Victoria est donc une divinité presque exclusivement militaire, associée par Rome à la gloire de ses armes, associée par les derniers généraux de la République au succès de leurs ambitions, associée par Auguste à la fondation de l'Empire. 
C'est Auguste, en effet, qui, après la bataille d'Actium, institue la Victoire comme divinité tutélaire du régime nouveau, custos imperii virgo. Dans la Curie Julia, édifiée par Jules César, mais dédiée seulement par Auguste en 29 av. J.-C., le prince rend à la déesse un éclatant hommage. Érigée en acrotère au sommet du fronton, la Victoire domine les rostres et le Forum. Dans la salle des séances, elle se dresse au-dessus d'un autel et semble présider aux délibérations du Sénat. Sur cet autel chaque sénateur, avant de gagner sa place, offre à la Victoire l'encens et le vin. Une fête annuelle, fixée au 28 août, rappelle la dédicace de l’Ara Victoriae (l'Autel de la Victoire). Le 3 janvier, quand le Sénat prononce les vœux solennels pour le salut de l'Empereur, toutes les mains se tendent vers la déesse qui a sauvé le monde. Vers elle aussi se tendent les mains, lorsqu'à l'avènement d'un nouveau prince on lui jure fidélité. 
Ces rites s'accomplirent sans interruption depuis le temps d'Auguste jusqu'au triomphe du christianisme, quand la lutte va devenir décisive entre le christianisme et les derniers défenseurs du paganisme, c'est autour de l'autel de la Victoire que s'engage le combat. C'est la Victoire qui a fondé l'Empire ; c'est par elle qu'il se perpétue (Victoria perpetua) ; aussi le culte de la déesse reste-t-il héréditaire dans la maison impériale. La Victoire n'est pas seulement l'une des divinités protectrices de l'Auguste : Victoria Augusta, conservatrix dominorum nostrorum ; elle est sa compagne : Victoria comes Augusti. L'empereur Postume lui donne ce titre sur ses monnaies et un Symmaque l'inscrit sur le piédestal d'une Victoire de bronze, qu'il dédie en 364 sur le pont Valentinien. Sur les monuments figurés, elle y précède ou suit ou survole l'empereur ; elle le couronne pendant qu'il sacrifie, pendant qu'il donne audience, pendant qu'il harangue ses troupes, pendant qu'il combat, pendant qu'il triomphe, et enfin dans les scènes d'apothéose. 
Cette fréquence du motif de la Victoire, dans les reliefs historiques et sur les monnaies, correspond au rôle effectif de la déesse dans le cérémonial de la cour et dans la vie religieuse du prince. Il est possible que des statues mécaniques, selon la tradition des rois orientaux, aient posé la couronne sur le front du César triomphant. Aux cortèges impériaux, à toutes les fêtes données par l'empereur ou en présence de l'empereur, aux funérailles impériales, aux consécrations des Divi, participe la Victoire ; en tête du convoi funèbre d'Auguste, le Sénat fit porter la statue même que ce prince avait dédiée dans la Curie. De plus, chaque empereur possède dans sa chapelle privée une petite Victoire d'or ou dorée, dont il ne se sépare jamais. Un officier la porte auprès de lui dans les cérémonies publiques. Durant les sacrifices ou les audiences, on la dépose sur un piédestal ou sur une colonnette, à côté de l'empereur. C'est ainsi que, sur un relief de l'arc de Galère, à Thessalonique, elle assiste à un sacrifice que célèbre le César ; en signe d'hommage, Galère a placé son bouclier aux pieds de la déesse. Cette dévotion superstitieuse pour la Victoire rappelle celle des imperatores de la République qui avaient combattu en Orient et qui subissaient l'ascendant des croyances de l'Orient. Elle s'est développée en même temps que le culte de la Fortune impériale. Fortune et Victoire, tels sont les dons éminents que l'Empereur a reçus des dieux ; par elles se manifeste le caractère divin de son autorité. Le signe le plus éclatant de leur présence est la défaite des ennemis, sur les frontières et à l'intérieur même de l'Empire. Mais seul peut être heureux et victorieux le prince, qui, d'abord est pieux (Pius, Felix et, à partir de Septime Sévère, Invictus).

### La Victoire, déesse personnelle de l’Empereur
Ainsi donc, à côté de la Victoire déesse d'État, chaque César adore et fait adorer sa Victoire personnelle, Victoria Augusti, Victoria Caesaris, gage de son bonheur et du bonheur des peuples (Victoria Felix, Victoria Latta), de même qu'il adore et fait adorer la Fortune qui veille sur sa propre personne. En raison même de son caractère personnel, Victoria Augusti prend les noms et titres du souverain. Les textes nous font connaître, par exemple, les Victoires de César Auguste, Galba, Othon, Vespasien, Domitien, Antonin, L. Aurelius Verus, Commode, Septime Sévère, Géta, Caracalla, Héliogabal, Alexandre Sévère, Gordien III, Philippe, Gallien, Probus, Carus, Carinus, Constance Chlore, Constantin, Constant. Quand plusieurs princes sont associés à l'Empire, il est question tantôt de Victoria Augustorum, Victoria Augustorum et Caesarum, tantôt de Victoriae Augustorum. Chacun des Augustes et des Césars associés reçoit en effet des dieux la grâce tutélaire d'une Victoire ; et chacune de ces Victoires doit être représentée par une image. À propos des présages qui annoncèrent la mort de Septime Sévère, Spartien, pseudo auteur de l'Histoire Auguste, raconte que trois petites Victoires en plâtre étaient placées, « selon la coutume », sur le podium du cirque : sur celle du milieu, qui fut précipitée à terre par le vent, était inscrit le nom de l'empereur ; les deux autres portaient les noms de Géta et de Caracalla. En 303, dans une ville de Numidie, pour fêter le vingtième anniversaire (sacra vicennalia) de Dioclétien, la municipalité fait ériger plusieurs Victoires ; il y en avait sans doute quatre, en l'honneur des deux Augustes et des deux Césars. Mais cette Victoire peut être encore plus spécialisée. En Italie, on invoque parfois la Victoria Redux Augusti comme on invoque Fortuna Redux, qui lui permet de revenir dans la capitale de l'Empire. Très souvent la déesse emprunte à la titulature impériale une ou plusieurs épithètes géographiques, désignant les contrées vaincues : Victoria Armenica, Britannica, Carpica, Germanica, Gotica, Medica, Parthica, Pontica, Sarmatica. Une Victoria Noreia, sans doute la même que Vica Noriceia, rappelle la conquête du Norique par Drusus et Tibère, à moins qu'elle ne soit la forme romanisée d'une divinité indigène. Au Palatin, les légionnaires du IVe siècle font mention d'une Victoria Germaniana ou Germaniciana ; il est peu vraisemblable que l'on ait désigné sous ce vocable, en l'honneur de quelque empereur, l'ancien temple de la Victoire ; il s'agit plutôt d'un autre monument qui commémorait les victoires de Germanicus ou celles d'un prince vainqueur des Germains.

### La Victoire, déesse des armées

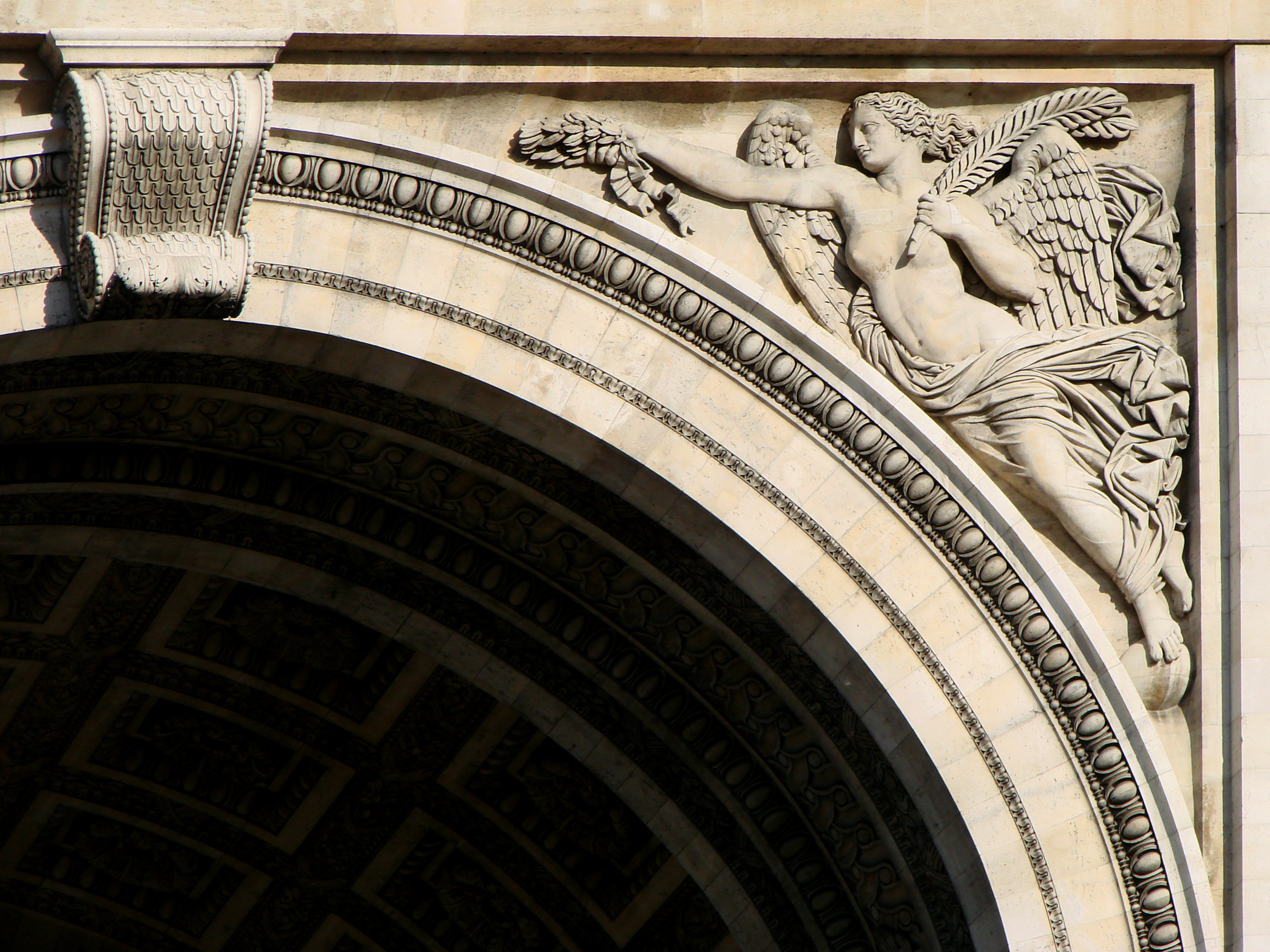
Victoire dans l'écoinçon de la grande arcade de l'Arc de triomphe de l'Étoile.

Sous ses divers aspects, la Victoire reçut des statues, des autels et des temples dans tout l'Empire. Très nombreuses sont les dédicaces que nous avons conservées. Elles le sont particulièrement sur les frontières, dans les régions occupées par les troupes. Car Victoria est une des divinités de l'armée (dii militares). On lui rend un culte dans les camps. Dioclétien et Maximien l'associent à Jupiter et à Hercule, quand ils consacrent à leurs dieux préférés le camp de la première cohorte prétorienne de Lusitaniens. Son buste, avec les attributs de la palme et de la couronne, orne les médaillons de certaines décorations militaires. Son image aux ailes demi-ouvertes, comme prête à s'envoler pour de nouveaux triomphes, figure au nombre des enseignes. Elle-même, dès l'époque d'Auguste, est souvent représentée avec un étendard à la main. Les monnaies des légions V Macedonica, VI, IX, XIII et XXI Gemina, frappées sous Gallien, sont au type de la Victoire tenant une branche de Laurier. Plus spécialement, Victoria devint la patronne des légions dites « Victrices ». Mais chaque légion, chaque corps de troupes possède sa Victoire propre, que l'on invoque isolément ou que l'on associe à celle de l'Empereur. En Angleterre, un certain Rufus dédie une statuette d'argent à la Victoire de la légion VI Victrix ; un centurion consacre un ex-voto à la Victoire de la cohorte VI des Nerviens. Dans une ville de la Pannonie Supérieure, en 207, un Éphésien élève un monument à la Victoire des Augustes et de la légion I Adjutrix ; la dédicace en fut faite par le légat gouverneur de la province et par le légat commandant la légion. On invoque aussi la Victoire des soldats, Victoria militum. 
La plupart des monuments ont un caractère votif. Le vœu est formulé pour le salut du donateur, ou pour le salut de l'Empereur et le triomphe des armes romaines. À la suite d'un vœu et à cause d'une victoire remportée le 27 juin 310, le dux de Norique et Pannonie fait reconstruire en entier un temple de la Victoire Auguste. Parmi les dédicants, il y a tantôt des personnages isolés (soldats, sous-officiers, centurions, préfets ou tribuns de cohortes, commandants de légions, préfets d'ailes de cavalerie, généraux en chef), tantôt des groupes de soldats, des corps de troupes, des légions entières. Plusieurs autels de la Victoire, trouvés dans des camps d'Angleterre, près du mur d'Hadrien, furent dédiés par la cohorte I des Bétasiens, par la cohorte VI des Nerviens, par l'aile I des Astures. Dans un autre camp, où la cohorte II des Tongres comprend des citoyens originaires de Rhétie, ceux-ci se réunissent pour offrir un autel à Mars et Victoria. Un autel de Victoria Augusta, dédié en 253 dans la ville africaine de Gemellae, est l'ex-voto d'un détachement de la légion III Auguste, revenu cette année-là de Rhétie. Aux portes de Rome, la légion II Parthique dresse des autels, en 220, à la Victoire Éternelle d'Héliogabal et, en 244, à la Victoria Redux de Philippe l'Arabe. 
Les vétérans restent fidèles à la déesse, en souvenir de leurs exploits passés. Dans les colonies de vétérans son culte tient une grande place ; sous Néron, en un temps où les armées romaines subissaient des échecs en Angleterre, la Victoire de Camulodunum se rendit célèbre par un prodige. Un centurion retraité à Timgad laisse une somme importante, par testament, pour élever deux statues à la Victoire Parthique de Trajan. Dans les associations composées de vétérans et de gens qui touchent de près ou de loin au métier des armes, on manifeste une égale vénération pour Mars et pour la Victoire. Certains collèges se mettent sous le patronage spécial de Victoria ; on connaît des collegia Victoriae, des cultores Victoriae en Italie, en Dacie et dans l'Afrique du nord. Les Seviri Victoriae, signalés à Casinum et à Aquinum, devaient être en relations étroites avec les Sévirs Augustaux.

### Le culte de la Victoire dans les provinces
Les liens entre le culte de la Victoire et celui des Empereurs expliquent sa diffusion générale et l'importance de son rôle dans la vie religieuse des colonies et des municipes. À Rome la religion officielle donnait l'exemple. À l'occasion des principaux événements qui marquent la vie d'un Empereur, en particulier quand il monte sur le trône, quand il est aux armées, pour son retour, pour ses triomphes, les Frères Arvales sacrifient au Capitole en l'honneur de la triade capitoline, de Mars, de Salus et de la Victoire ; ils immolent à celle-ci une génisse aux cornes dorées. À Lyon, les deux Victoires de Rome divinisée et de l'Empereur dominent l'autel colossal de Rome et d'Auguste, centre du culte commun que les Romains donnèrent aux Gaules. Il est donc naturel qu'en Italie et dans les provinces les représentants du culte officiel, augures et pontifes, sévirs augustaux et flamines, se plaisent à manifester publiquement leur dévotion envers la Victoire Auguste. Ils lui dédient des autels, des statues ; à Nîmes, près de la fontaine, le pontife M. Valerius Severus lui consacre avec le produit d’une quête « vela et aram » ; les Augustaux de Pouzzoles lui érigent un temple. 
D'autre part, pour les fonctionnaires impériaux, pour les magistrats municipaux, pour les collèges pour les notables des villes, pour les villes elles-mêmes, tout hommage rendu à la Victoire Auguste, mieux encore à la Victoire de l'Auguste, est un témoignage de loyalisme. Aussi la consécration de monuments à la déesse, généralement de statues « avec leur base », devient-elle parfois une véritable fête publique, à laquelle est conviée toute la population. Dans telle ville d'Afrique un édile accompagne d'un banquet cette cérémonie religieuse ; à Rusicade (Skikda), un flamine perpétuel du Grand Antonin, dédiant une statue de la Victoire abritée sous un édicule tétrastyle, offre des jeux scéniques et distribue des missilia.
Il convient d'ajouter que ces dernières dédicaces portent la mention « ob honorem » ; autrement dit, le personnage accomplit un vœu, fait pendant sa candidature à l'édilité ou au sacerdoce, et rend grâces à la Victoire pour le triomphe de ses ambitions municipales. Le culte de la déesse bénéficie donc de sentiments qui n'ont rien à voir avec le triomphe des armes impériales et la prospérité de l'Empire ; on invoque la Victoire pour le succès d'intérêts tout personnels. De même nous voyons des corporations l'invoquer pour le succès des intérêts corporatifs : à Rome, en 226, après avoir gagné en première instance un procès contre le fisc, le collège des foulons lui élève une statue. Mais, à côté de cette clientèle, Victoria en compte partout une autre, dont la piété est à la, fois plus discrète et plus fervente ; c'est la clientèle des femmes, qui l'implorent pour le salut d'un mari, d'un père, d'un frère, d'un fils parti pour la guerre. 
Enfin son culte fut certainement favorisé dans certains pays par l'assimilation de divinités indigènes et de la déesse romaine. C'est ainsi que l'une des grandes déesses de la Gaule, parèdre de Teutatès, s'identifie tantôt avec la Minerve des travaux pacifiques, tantôt avec la Minerve guerrière, avec Bellone, avec la Victoire. L'Andarta des Voconces et la Nantosuelta des Médiomatriques furent des divinités de victoire ; Mater Deum et Victoria semblent s'être partagé l'héritage d'Andarta. Peut-être, en Italie, avaient-elles de même succédé l'une et l'autre à la grande déesse des Vestins. La grande déesse des Brigantes, en Angleterre, met au service des Romains sa puissance victorieuse, sous le nom de Dea Victoria Brigantia. Les épithètes rituelles de Sancta, Aeterna, Maximae révèlent une influence orientale ; c'est leur ancienne Nikê que les Orientaux, si nombreux dans les armées impériales, continuent d'adorer dans la Victoire de Rome et des Empereurs. Par contre, les formules Genius Victoriae, Numen Victoriae, paraissent être d'origine purement romaine.

### Les cultes associés à celui de la Victoire
Le culte de Victoria, comme le culte de Nikê, est souvent associé à celui d'autres divinités. 
- Jupiter : tout d'abord des liens sacrés rattachent Victoria au cycle de Jupiter, qui toujours représenta pour les Romains le dieu de la conquête et de la victoire, propagator imperii, triumphator. Elle est adorée dans le temple de Jupiter Optimus Maximus, au Capitole, et elle y reçoit des images. C'est au Capitole que lui sacrifient les Frères Arvales, dont le rituel met également la déesse en étroites relations avec Jupiter Victor. C'est là que se trouvaient la Victoire d'or donnée par Hiéron II de Syracuse et les Victoires consacrées en l'honneur de Sylla par Bocchus, roi de Numidie. C'est là qu'avait pris place un tableau célèbre du peintre Nicomaque, où l'on voyait la Victoire enlevant son quadrige vers le ciel, comme pour une apothéose. Dans le vestibule du temple Capitolin, au temps de Néron, une Victoire conduisait un char. Ce rapprochement de Jupiter et de Victoria se manifeste dans tout le monde romain. Quand prédomine l'ascendant du culte Capitolin et des rituels d'État, Jupiter est généralement uni aux deux déesses du Capitole, Junon Reine et Minerve ; de plus, Victoria n'est jamais invoquée seule après la triade Capitoline. Dans les régions rhénanes, sur les monuments dédiés à Jupiter Optimus Maximus, autels ou colonnes historiées que surmonte le dieu cavalier, on a coutume de faire figurer l'image de Victoria, mais également avec d'autres dieux et déesses. Quand il s'agit d'un Jupiter oriental, la Victoire est presque toujours représentée seule, comme un attribut personnifié du dieu. On la voit, en Germanie Supérieure, sur un autel de Jupiter Optimus Maximus Heliopolitanus ; sur une plaque en bronze, ex-voto d'un centurion, elle couronne Jupiter Dolichenus ; une main votive, consacrée à ce même dieu par un sous-officier de cohorte, tient une Victoire.

- Dieux solaires : comme Jupiter, avec lequel ils s'identifient, tous les dieux solaires possèdent et donnent la victoire; car ils sont par excellence les Invaincus, Mithra Invictus, Sol Invictus. Dans l'Italie du nord, un autel est consacré, selon une coutume importée de l'Orient grec, à la Victoire de Jupiter Optimus Maximus, Éternel et Invaincu. À Rome, sur les autels d'un Jupiter Sol Sarapis et d'un Sol palmyrénien, on retrouve l'image de Victoria. En 246, des soldats de cohortes prétoriennes, originaires du Vermandois, consacrent un édicule à Jupiter Optimus Maximus, à Mars, à Némésis, au Soleil et à la Victoire. Dans un relief d'Éphèse, c'est probablement sur le char du Soleil, conduit par la Victoire, que nous voyons monter Marc Aurèle vainqueur des Parthes.

- Mars : parmi les autres grandes divinités du panthéon impérial, il en est plus spécialement une qui prend la Victoire pour compagne ; c'est le dieu des combats, Mars : déjà Plaute rapproche leurs noms. Des monnaies impériales représentent Mars Nicéphore. On dédia beaucoup d'autels communs à Mars et Victoria, surtout dans les provinces frontières ; ils reçurent même des temples communs, par exemple à Augsbourg. On adorait aussi la triade Mars-Victoria-Vénus. C'est à elle que Sylla dresse des trophées après la bataille de Chéronée ; les trois divinités reparaissent ensemble sur un trône de Sélinonte, sur une base de Rome et sur un autel d'Aschaffenbourg. Mars et la Victoire s'allient de même soit à Hercule, soit à l'Abondance, soit à la Fortune, pour constituer des triades sacrées.

- La Fortune : d'autre part, continuant une tradition des rois d'Orient, et pour des raisons indiquées plus haut, les Empereurs ont favorisé le culte commun de la Victoire et de la Fortune. Elles sont rapprochées dans le rituel des Frères Arvales. À Lyon, près de l'Autel de Rome et d'Auguste, on a découvert un ex-voto à Fortuna Redux et à Victoria Augusti. Dans une ville d'Afrique, nous voyons ériger ensemble deux statues de bronze à Fortuna Redux et à la Victoire ; ailleurs, suivant une coutume qui semble être d'origine syrienne, une statue de Fortuna Victrix se dresse entre deux Victoires ; dans une ville de Sabine, un magistrat municipal nous apprend qu'il a reconstruit à ses frais l'aedes  Fortunae et Victoriae.

- Rome : fidèle alliée de Rome, la Victoire est également associée à Dea Roma. Volontiers on les représente côte à côte sur les monuments figurés : dans le temple de Vénus et Rome bâti par Hadrien, la statue cultuelle de Roma aeterna portait sur la main droite une petite Victoire, à la manière des dieux Nicèphores.

- Autres dieux : enfin, pour des raisons diverses, Victoria fut mise en relations avec beaucoup d'autres divinités : 
  - divinités qui complètent le groupe des grands dieux : Apollon et Diane, honorés par Auguste au nombre des fondateurs de l'Empire et que, d'autre part, les dédicaces rapprochent souvent de Sol et Lune, ou identifient avec ce couple d'invaincus Cérès, Cybèle mère omnipotente, les Dioscures, très anciens protecteurs des armes romaines, Esculape et Salus, Hercule qui a pris les épithètes de Victor et d'Invictus, Mercure, Neptune, qui donne la victoire sur mer, Vulcain.
  - divinités secondaires qui appartiennent aux cycles de Jupiter, de Mars et de la Fortune, ou qui sont en rapport avec le Numen Augusti et avec le culte impérial : Abundantia, Concordia, Eventus, Fata, Felicitas, Libertas, Pax, Spes, Fides exercitus, Virtus, les Lares militaires, les Lares augustes, le Génie de l'Empereur, le Génie du peuple romain, les Génies des provinces, des corps de troupes, des collèges, les Génies et Tutèles des villes.

- grandes divinités provinciales : telles que les Campestres et l'Épona celtiques, le Saturne et la Caelestis de l'Afrique du nord

## La Victoire christianisée
L'empereur Constance II avait fait enlever de la Curie de Rome l'autel de la Victoire en 357, honoré des sénateurs à l'ouverture de leurs réunions ; Julien l'y replaça en 362, Gratien l'en retira à nouveau en 383, puis Eugène le fit replacer à nouveau en 393, avant qu'il ne soit définitivement retiré par Théodose Ier en 394. 
La Victoire, en raison de son caractère allégorique et symbolique, ne fut pas totalement associée au paganisme et lui survécut. 

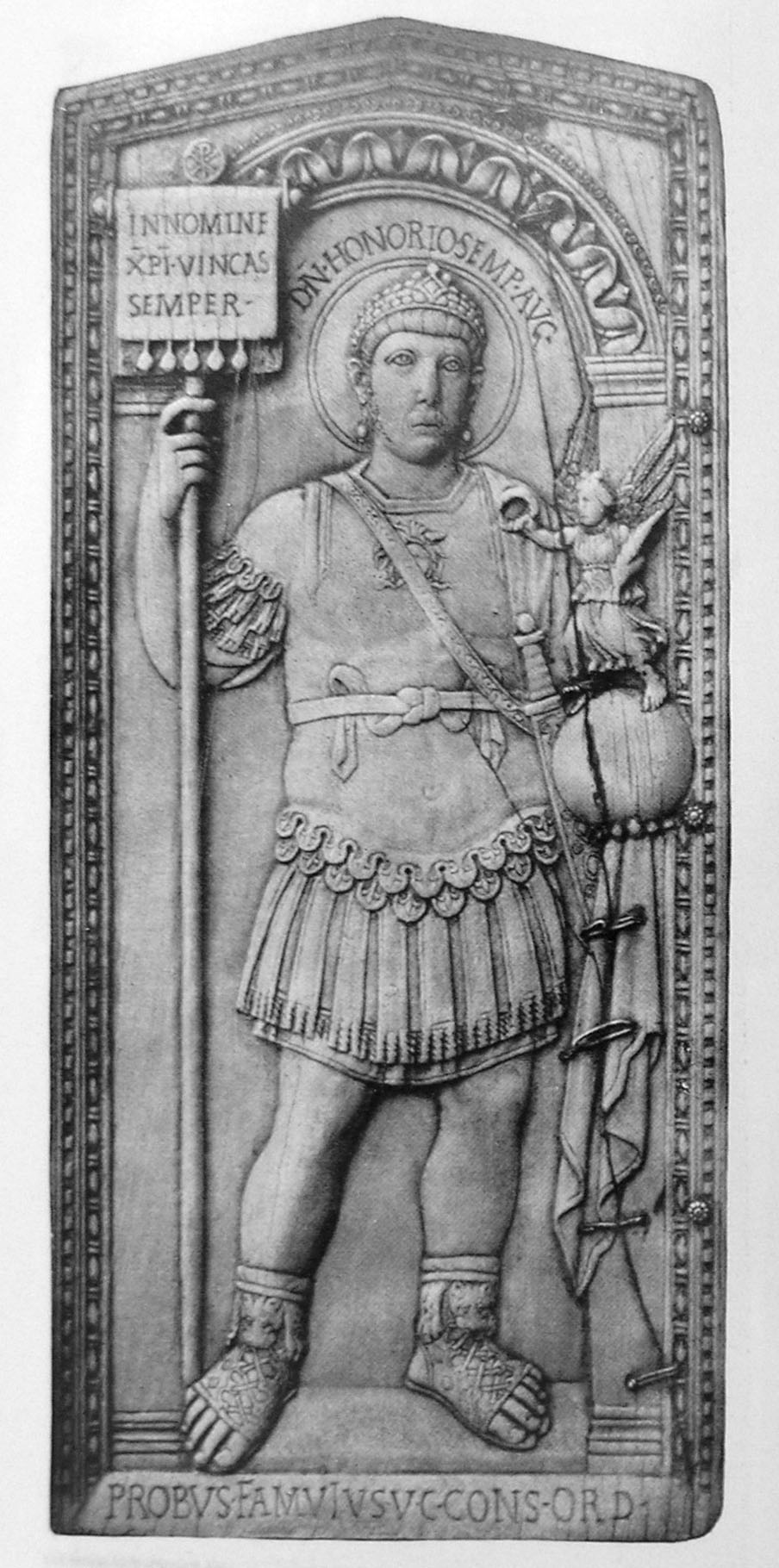
La Victoire tenue par l'empereur Honorius sur le diptyque consulaire de Probus en 406.

La Victoire continue à figurer sur les monuments et les monnaies, modifiée par l'alliance avec le monogramme du Christ. Honorius et Valentinien III tiennent d'une main la Victoire, de l'autre le labarum. Victoria Augustorum se retrouve sur les monnaies du dernier empereur romain d'Occident, Romulus Augustule. Même sous Justinien, semble-t-il, le Symbole de la Victoire reste lié à la personne de l'Empereur. Dépourvu de tout caractère cultuel, ce symbole n'a cependant pas perdu toute signification religieuse. Si la Victoire n'est plus une divinité, on la considère comme un bienfait divin, comme la grâce suprême que l'empereur et les sujets de l'Empire puissent demander à Dieu devant les menaces de plus en plus redoutables de la barbarie. Ainsi, par un singulier retour, elle se fond de nouveau au sein d'une divinité plus large et elle devient un attribut du Dieu des chrétiens, comme elle avait été longtemps un attribut des grands Dieux helléniques. 
Des Victoires sont représentées dans les catacombes de Rome et de Naples. Sur un seau baptismal en plomb, découvert à Tunis, elle fait pendant au Bon Pasteur. Le motif des deux Victoires soutenant un cartouche, un médaillon ou une couronne, continue de figurer sur les sarcophages chrétiens et sur les diptyques consulaires : il reparaît même sur des tailloirs romans. 
D'autre part, conservant leur rôle de messagères divines, les Victoires païennes s'étaient transformées en anges du Christ. À Sainte-Praxède de Rome, sur la voûte de la chapelle de Saint-Zénon, quatre grands anges en mosaïque, vêtus de blanc, soutenant de leur bras nus le médaillon du Christ, les pieds posés sur un globe, semblent être la postérité christianisée des Victoires.

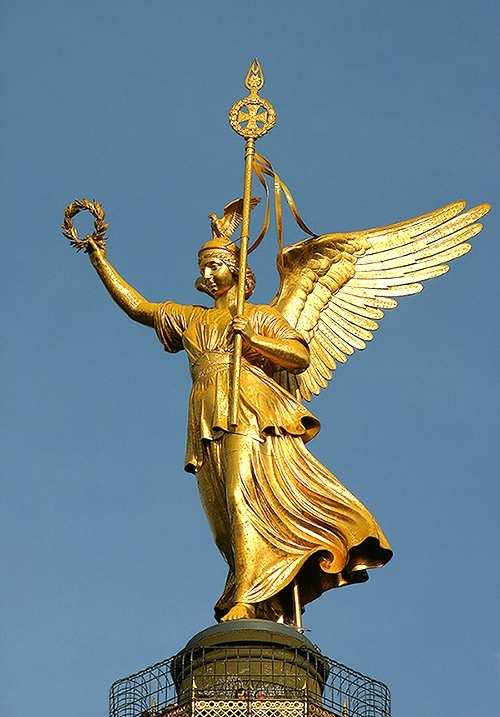
La Victoire au-dessus de la colonne de la Victoire de Berlin par Friedrich Drake.

## Représentation

### Évolution de sa représentation
La plus ancienne effigie d'une Victoire sur les monnaies romano-campaniennes, dès la seconde moitié du IVe siècle av. J.-C., reproduit un type hellénistique : demi-nue, la déesse attache une couronne de laurier à une longue palme. 
Le bige et le quadrige de la Victoire, qui semblent imités de monnaies siciliennes, la Victoire couronnant un trophée, qui est imitée de monnaies de Capoue et du Bruttium, deviennent des types monétaires de la République romaine dès la fin du IIIe siècle av. J.-C.
Sur des as de la gens Marcia, qui datent de l'époque de Marius et de Sylla, une Victoire dressée sur une colonne, portant sur l'épaule gauche une longue palme et élevant de la main droite une couronne, reproduit sans doute l'une des statues érigées dans Rome. 
Il faut arriver à l'époque de Jules César et de Pompée pour rencontrer la Victoire qui porte un trophée sur l'épaule. Après la bataille de Pharsale en 48 av. J.-C., un magistrat monétaire fit frapper un denier au type de la Victoire chargée d'un trophée, symbole de victoire, et tenant un caducée, symbole de paix. 
À la fin de la République, on voit sur de nombreuses monnaies un buste ailé de femme, qui ne peut être que le buste de Victoria ; mais la tête représente souvent un portrait, de caractère nettement individuel (portrait de Calpurnia, femme de César, portrait de Fulvia, première femme de Marc Antoine, portrait de Scribonia, première femme d'Octave). Ainsi se préparait la tradition qui donne les attributs divins aux effigies d'impératrices. 
Après la bataille d'Actium, on dédia beaucoup de statues à la Victoire. La numismatique d'Auguste en reproduit quelques-unes : Victoire tenant palme et couronne, debout sur une proue de navire ; Victoire tenant couronne et vexillum militaire, debout sur un globe ; Victoire tenant un bouclier rond posé sur un cippe ; Victoire brandissant palme et trophée. Mais la plus célèbre fut celle que le prince consacra dans la Curie en l'an 29 ; c'était une Victoire s'élançant d'un globe, offrant de la main droite une couronne et portant dans la gauche un trophée. Elle provenait de Tarente, où Pyrrhus Ier l'avait fait ériger pour commémorer son succès d'Héraclée (280). Auguste se contenta de flanquer le globe de deux capricornes, son horoscope, et peut-être de modifier les armes de la panoplie.

### Attributs

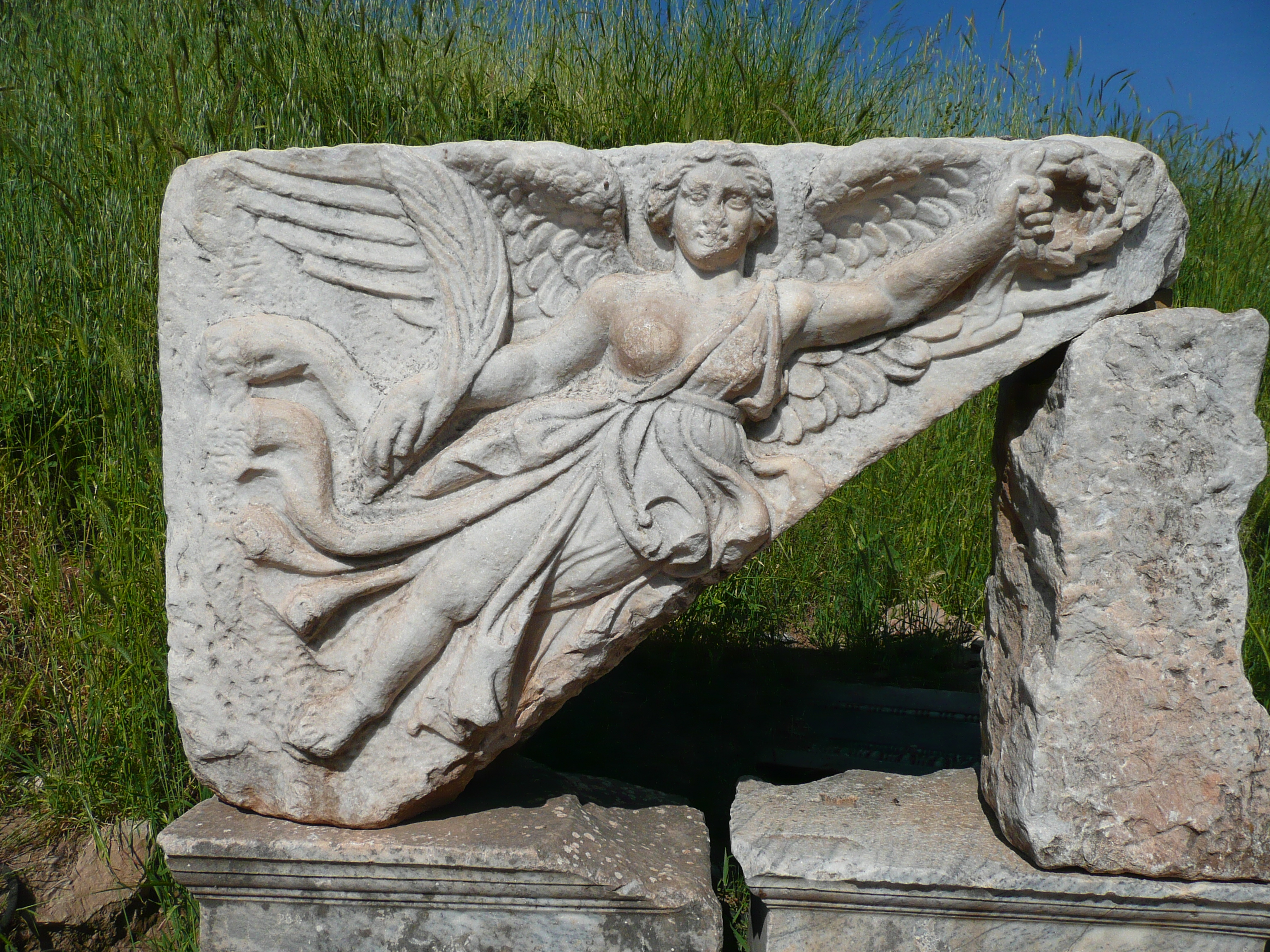
Niké (Déesse de la Victoire) à Éphèse, vers le IVe siècle

Les principaux attributs de la Victoire romaine, sous l'Empire, sont : 
- la couronne triomphale, de tradition très ancienne à Rome,
- la palme, introduite comme récompense dans les jeux de Rome en 293 av. J.-C. et devenue l'attribut caractéristique de Victoria, « palmaris Dea »,
- la bandelette, seulement comme attribut funéraire,
- la guirlande, comme élément de décoration triomphale,
- la corne d'abondance, assez rare, qu'elle emprunte à Fortuna et aux déesses du même cycle (Abundantia, Felicitas, Tutela),
- le trophée, très fréquent, qu'elle érige, où elle cloue des armes, qu'elle couronne, qu'elle contemple, où elle s'appuie, qu'elle soutient d'une main, qu'elle étreint, qu'elle brandit, qu'elle porte sur son, ou bien deux trophées à ses côtés,
- le bouclier rond et lisse, tantôt appliqué à un trophée, tantôt dressé sur un cippe, tantôt porté des deux mains devant elle, tantôt appuyé sur son genou et tenu de la main gauche, tantôt soutenu par deux Victoires, et où elle écrit le nom du vainqueur ou du peuple vaincu,
- le bouclier rond à tête de Gorgone, généralement entre deux Victoires et au-dessus de deux captifs assis, le casque, sur lequel la déesse pose un pied, généralement quand elle appuie le bouclier sur sa cuisse, ou qu'elle tient sur une main comme une offrande, ou dont parfois elle se coiffe,
- la trompette qui sonne la marche triomphale,
- le carnyx celtique, exposé comme trophée de guerre,
- le vexillum.